# الخطوط الجوية المتحدة الرحلة 859
يونايتد إيرلاينز الرحلة 859 طائرة دوغلاس دي سي-8-12 كانت تحمل علي متنها 115 راكبا و7 من أفراد الطاقم في رحلة طيران من أوماها إلي دنفر في 11 يوليو 1961 بقيادة الكابتن جون غروسو البالغ من العمر 57 عاما ذات خبرة طيران للشركة لمدة 34 عاما والمساعد أول روبرت بروان البالغ من العمر 49 عاما ذات خبرة طيران للشركة لمدة 26 عاما ومهندس الرحلة إدوارد سميث البالغ من العمر 53 عاما ذات خبرة طيران للشركة لمدة 30 عاما وخلال الهبوط فشل المساعد أول روبرت بروان برصد أضواء الهبوط وبعد الهبوط تعطلت الأنظمة الهيدروليكية بعاكس الدفع للمحركي رقم 1 و2 عند الجناح الأيسر وتحطمت عجلات الهبوط وتفجرت الإطارات وسارت الطائرة علي المدرج ببدنها السفلي وأصطدمت الطائرة بسيارة لحقائب الطائرات وقتل الأصطدم سائق السيارة هنري بلوم البالغ من العمر 37 عاما وبعدها سارت الطائرة علي الجانب الأيسر للمدرج وتوفقت الطائرة وقتل 17 راكبا بسبب غاز أحادي أكسيد الكربون من الدخان ونجا 98 راكبا و7 من أفراد الطاقم وبعد التحطم جرح 74 راكبا بجراح طفيفة و10 ركاب بجراح خطيرة والطائرة المتحطمة تضررت بشكل بليغ ولكنها لم تخرج عن الخدمة وأصلحت الطائرة والطائرة الآن قابعة بمتحف سان دييغو للطيران والفضاء.
‌